# Corgémont
Corgémont (toponimo francese) è un comune svizzero di 1 668 abitanti del Canton Berna, nella regione del Giura Bernese (circondario del Giura Bernese).

## Monumenti e luoghi d'interesse

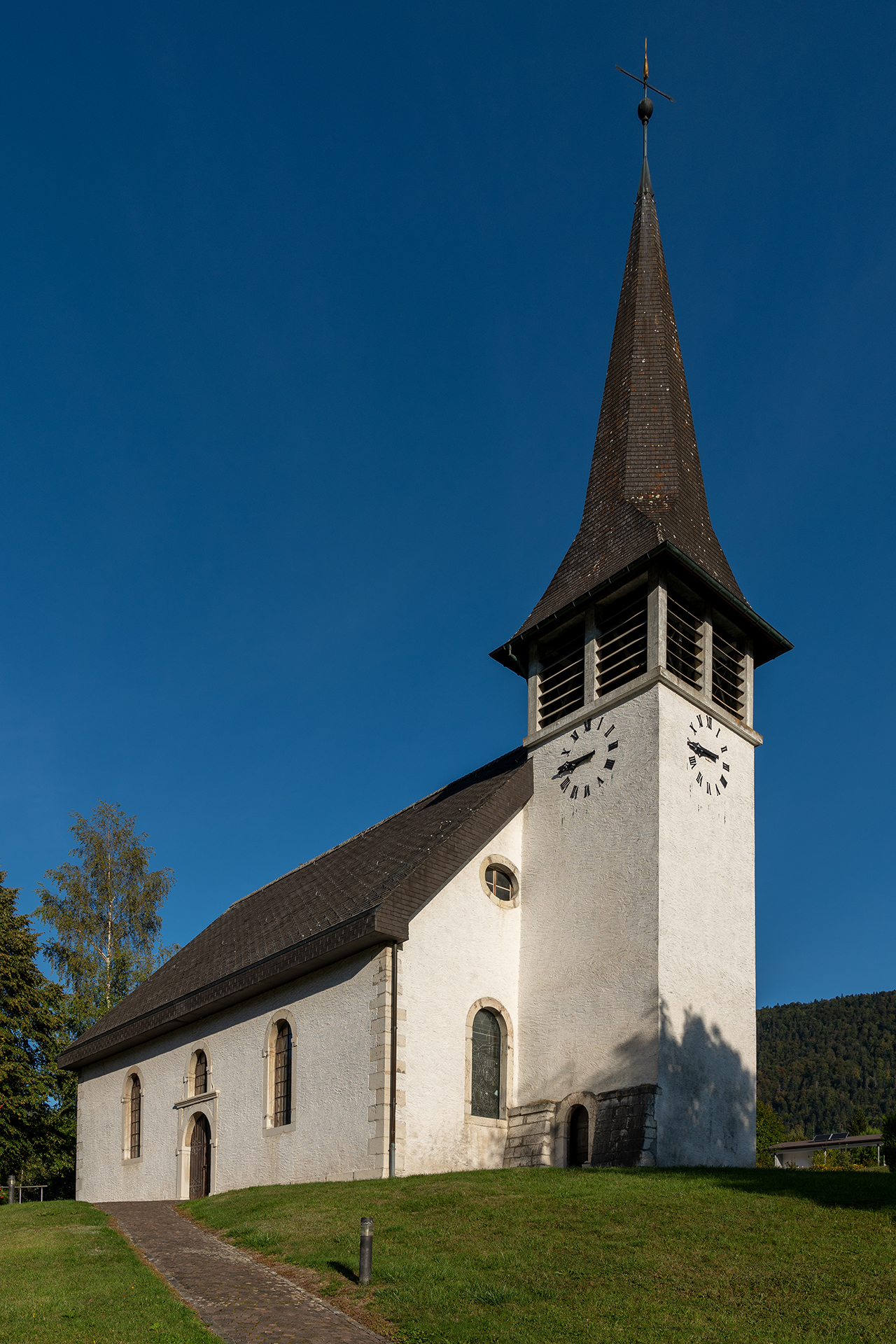
La chiesa riformata

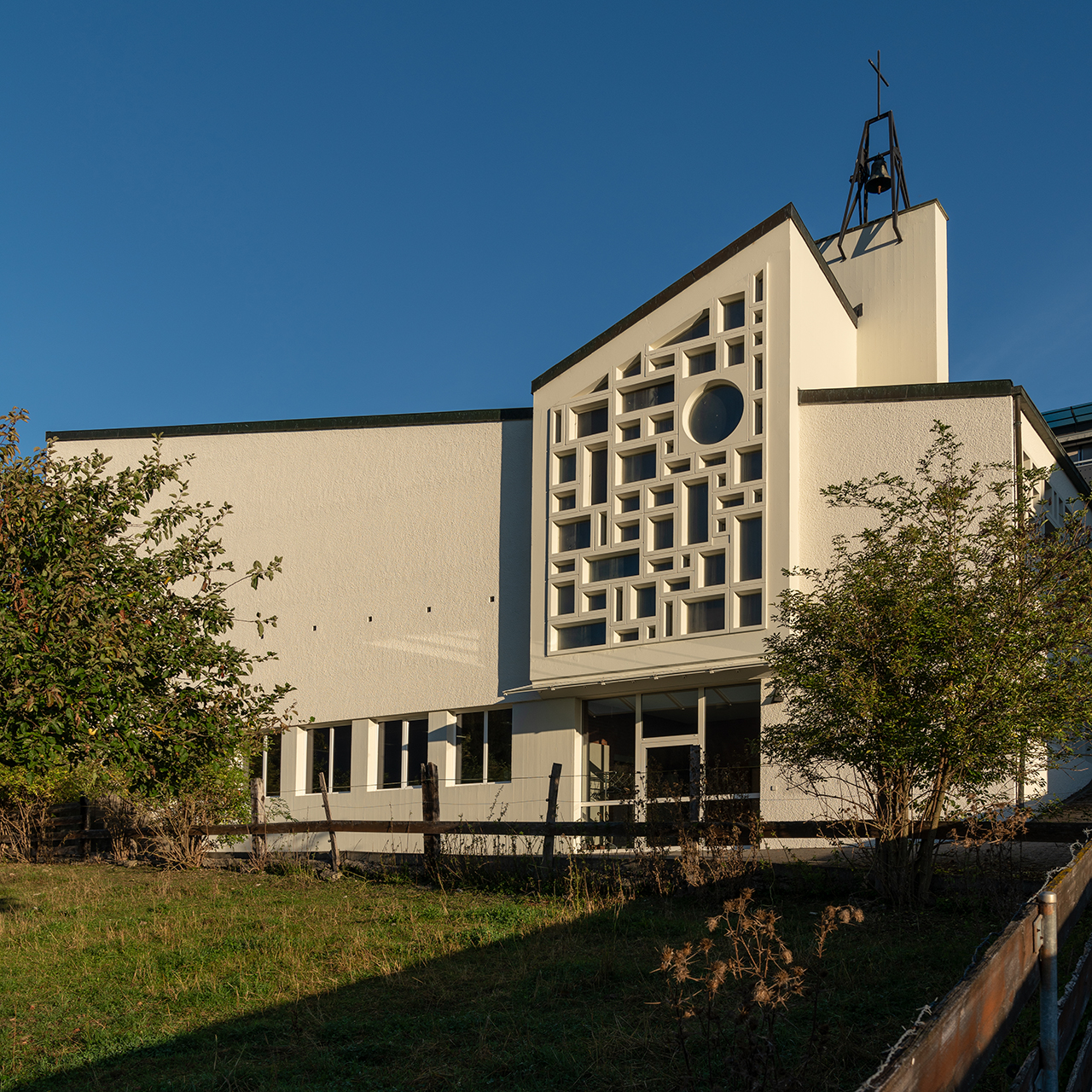
La chiesa cattolica di San Nicolao della Flüe

- Chiesa riformata (già di Saint-Valier), eretta nel 1379 e ricostruita nel 1766[1];
- Chiesa cattolica di San Nicolao della Flüe, eretta nel 1958[1].

## Società

### Evoluzione demografica
L'evoluzione demografica è riportata nella seguente tabella:
Abitanti censiti

## Infrastrutture e trasporti
Corgémont è servito dall'omonima stazione sulla ferrovia Bienne-La Chaux-de-Fonds.

## Amministrazione
Ogni famiglia originaria del luogo fa parte del cosiddetto comune patriziale e ha la responsabilità della manutenzione di ogni bene ricadente all'interno dei confini del comune.